# Scopula pulchellata
Scopula pulchellata là một loài bướm đêm trong họ Geometridae.